# الموند (روستا)، نیویورک
الموند (روستا)، نیو یورک (به انگلیسی: Almond (village), New York) یک منطقهٔ مسکونی در ایالات متحده آمریکا است که در ایالت نیویورک واقع شده‌است.

## خصوصیات
الموند ۱٫۵ کیلومترمربع مساحت و ۴۶۶ نفر جمعیت دارد و ۴۰۷ متر بالاتر از سطح دریا واقع شده‌است.